# Sferă armilară

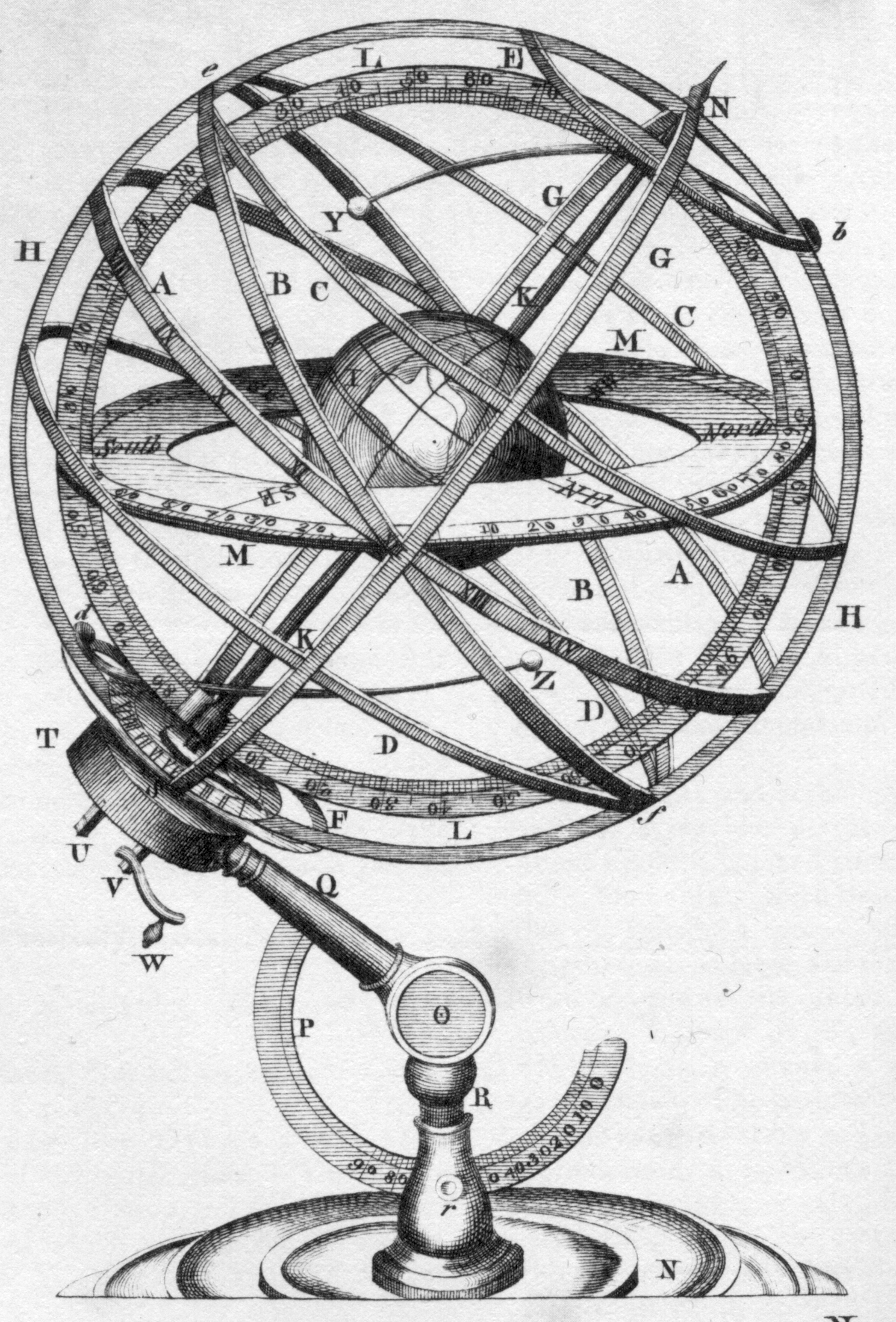
Schiţa unei sfere armilare dintr-o lucrare din secolul al XVIII-lea

Sfera armilară constituie un model mecanic al principalelor corpuri cerești, format din inele concentrice metalice care reprezintă traiectoriile acestor corpuri relativ la Pământ.